# Asarum porphyronotum
Asarum porphyronotum C.Y.Chen & C.S.Yang – gatunek rośliny z rodziny kokornakowatych (Aristolochiaceae Juss.). Występuje naturalnie w środkowych Chinach – w prowincji Syczuan. 

## Morfologia
PokrójBylina z pionowymi kłączami o średnicy 2–3 mm.
LiściePojedyncze, mają kształt od podłużnie eliptycznego do owalnego. Mierzą 6–10 cm długości oraz 5–7 cm szerokości. Górna powierzchnia jest zielona, czasami z białymi plamkami, natomiast od spodu często mają purpurową barwę i jest nieco owłosione. Blaszka liściowa jest o sercowatej nasadzie i spiczastym wierzchołku. Ogonek liściowy jest nagi i dorasta do 5–15 cm długości.
KwiatySą promieniste, obupłciowe, pojedyncze. Okwiat ma dzbankowato okrągły kształt z silnie zwężonym wierzchołkiem i purpurowo zielonkawą barwę, dorasta do 1,5–2 cm długości oraz 2–2,5 cm szerokości. Listki okwiatu mają trójkątnie owalny kształt. Zalążnia jest górna z wolnymi słupkami.

## Biologia i ekologia
Rośnie w lasach oraz zaroślach. Kwitnie od kwietnia do maja.